# Lightning Strikes Again
Lightning Strikes Again è il decimo album in studio del gruppo musicale statunitense Dokken, pubblicato il 13 maggio 2008 dalla Frontiers Records. L'uscita era inizialmente prevista per il 24 ottobre 2007, in Giappone, e per il 29 ottobre nel resto del mondo, ma è stata posticipata fino al 2008.
L'album ha debuttato alla posizione numero 133 della Billboard 200, regalando al gruppo il suo miglior piazzamento in classifica dal 1995. Il disco è stato ben accolto dalla critica specializzata, mentre il suo stile musicale è stato accostato ai lavori pubblicati dalla band negli anni '80. Il titolo dell'album si rifà a quello di un brano contenuto nel celebre Under Lock and Key del 1985.

## Tracce
Tutte le canzoni sono state composte da Don Dokken e Jon Levin, eccetto dove indicato.
1. Standing on the Outside – 3:52
2. Give Me a Reason – 3:50
3. Heart to Stone – 3:56
4. Disease – 3:30 (Mick Brown, Dokken)
5. How I Miss Your Smile – 4:01 (Dokken)
6. Oasis – 3:40
7. Point of No Return – 4:23
8. I Remember – 4:48 (Dokken)
9. Judgement Day – 4:02
10. It Means – 4:42
11. Release Me – 5:45
12. This Fire – 4:42

Traccia bonus dell'edizione europea
1. Sunset Superstar – 3:38 (Dokken, Levin, Brown)

Traccia bonus dell'edizione giapponese
1. Leave Me Alone – 4:18

## Formazione

### Gruppo
- Don Dokken – voce, produzione
- Jon Levin – chitarre
- Barry Sparks – basso, cori
- Mick Brown – batteria, cori

### Produzione
- Tim David Kelly – co-produzione, ingegneria del suono
- Wyn Davis – ingegneria del suono, missaggio, mastering, tastiere nella traccia 5
- Chris Baseford, Mike Sutherland, Mike Lesniak, Mike Sheraton – ingegneria del suono (assistenti)